# Chas (Buenos Aires)
Chas es una localidad del partido de General Belgrano, en la provincia de Buenos Aires, Argentina.

## Ubicación
Chas se encuentra a 14 km de General Belgrano y cerca de la Ruta Provincial 29.
Se ubica sobre las vías del Ferrocarril General Roca, siendo la cabecera del ramal entre su estación homónima y Ayacucho.

## Población
Durante los censos nacionales del INDEC de 2001 y 2010 fue considerada como población rural dispersa.